# Alice Babs
Alice Babs, właśc. Hildur Alice Sjöblom née Nilson (ur. 26 stycznia 1924 w Kalmarze, zm. 11 lutego 2014 w Sztokholmie) – szwedzka wokalistka jazzowa i aktorka.

## Życiorys
W radiu pojawiła się po raz pierwszy w 1938. Dużym sukcesem okazała się rola uczennicy zainspirowanej jazzem w filmie Swing it, magistern (1940). Później wielokrotnie pojawiała się w szwedzkich filmach w rolach grzecznej, ułożonej dziewczynki. Nagrała wiele płyt. Jej pseudonim „Alice Babs” był używany do reklamy i sprzedaży wielu produktów.
Jako pierwsza Szwedka reprezentowała swój kraj w Konkursie Piosenki Eurowizji w 1958; z utworem „Lilla stjärna” zajęła czwarte miejsce w finale konkursu. W 1960 wraz ze skrzypkiem Svendem Asmussenem i gitarzystą Ulrikiem Neumannem — jako trio Swe-Danes — wzięła udział w trasie koncertowej po całej Europie. W 1963 w Wielkiej Brytanii nagrała przebój „After you’ve gone”. We Francji nagrała album wspólnie z Duke Ellingtonem, z którym później występowała w Szwecji. W 1975 uczestniczyła w Newport Jazz Festival w Nowym Jorku.

### Życie prywatne
15 kwietnia 1944 poślubiła Nilsa-Ivara Sjöbloma. Razem doczekali się trójki dzieci: Lilleba (ur. 1945), Lasse (ur. 1948) i Titti (ur. 1949).

## Filmografia
- 2008 Alice Babs – Swing´it (oryg. Naturröstens hemlighet) film dokumentalny, 80 min.
- 1959 Det svänger på slottet
- 1956 Swing it, fröken
- 1955 Sommarflickan
- 1953 Resan till dej
- 1953 Kungen av Dalarna
- 1952 Drömsemestern
- 1947 Sången om Stockholm
- 1945 Skådetennis
- 1944 Örnungar
- 1942 En trallande jänta
- 1942 Vårat gäng
- 1941 Sjung och le
- 1941 Magistrarna på sommarlov
- 1940 Swing it, magistern!
- 1938 Blixt och dunder

## Dyskografia

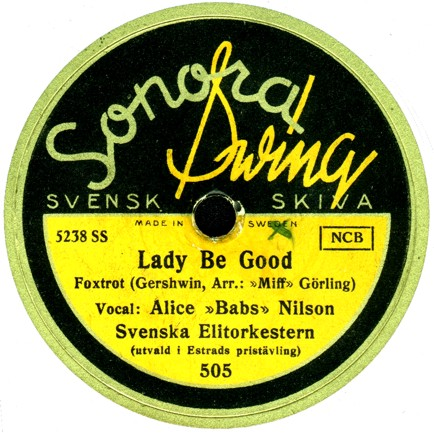
Nagranie Alice Babs wyprodukowane przez szwedzką wytwórnię płytową Sonora

Dyskografia Alice Babs obejmuje ponad 800 nagrań, licząc od jej debiutu w Joddlarflickan w 1939 roku. Poniżej chronologiczna lista nagrań dostępnych na płycie.
- Vax Records CD 1003 Alice Babs & Nisse Linds Hot-trio, pierwsze nagranie: 1939–1941
- Naxos 8.120759 Swingflickan, pierwsze nagranie: 1939–1944
- Vax Records CD 1000 Early recordings 1939–1949
- Klara skivan KLA 7802-2 Joddlarflickan (2 płyty), pierwsze nagranie: 1939–1951
- Phontastic PHONTCD 9302 Swing it! Alice Babs!, pierwsze nagranie: 1939–1953
- Sonora 548493-2 Swing it, Alice! (2 płyty), pierwsze nagranie: 1939–1963
- Sonora 529315-2 Ett glatt humör, pierwsze nagranie: 1940–1942
- Odeon 7C138-35971/2 Alice Babs, pierwsze nagranie: 1942–1947
- Metronome 8573-84676-2 Guldkorn, pierwsze nagranie: 1951–1958
- Metronome 4509-93189-2 Metronomeåren, pierwsze nagranie: 1951–1958
- Metronome 5050467-1616-2-7 Alice Babs bästa (2 płyty), pierwsze nagranie: 1951–1961
- Bear Family BCD 15809-AH Mitsommernacht, pierwsze nagranie: 1953–1959
- Bear Family BCD 15814-AH Lollipop, pierwsze nagranie: 1953–1959
- EMI 7243-5-96148-2-3 Diamanter (2 płyty), pierwsze nagranie: 1958–1960
- EMI 7243-5-20153-2-0 Just you, just me, pierwsze nagranie: 1958–1972
- Pickwick 751146 Regntunga skyar, pierwsze nagranie: 1958–1972
- Metronome 4509-95438-2 Swe-Danes Scandinavian Shuffle, pierwsze nagranie: 1959
- RCA 74321-12719-2 Alice and Wonderband, pierwsze nagranie: 1959
- Swedish Society Discofil SWECD 401 Sjung med oss mamma (Alice Tegnér), pierwsze nagranie: 1963
- Swedish Society Discofil SWECD 400 Alice Babs, pierwsze nagranie: 1964
- Swedish Society Discofil SWECD 402 Scandinavian songs (Svend Asmussen) pierwsze nagranie: 1964
- Prophone PCD 050 Yesterday, pierwsze nagranie: 1966–1975
- Vax Records VAXCD 1006 „Illusion” (z orkiestra Jan Johansson i Georg Riedels) pierwsze nagranie: 1966
- Vax Records CD 1008 „As time goes by” Alice Babs z Bengt Hallbergs trio i Arne Domnérus Big Band ze Svend Asmussen. pierwsze nagranie: 1960–1969
- EMI 7243 5398942 2 Den olydiga ballongen/Hej du måne, pierwsze nagranie: 1968–1976
- Prophone PCD 045 What a joy!, pierwsze nagranie: 1972–1980
- Bluebell ABCD 052 There’s something about me, pierwsze nagranie: 1973–1978
- Prophone PCD 021 Serenading Duke Ellington, pierwsze nagranie: 1974–1975
- Swedish Society Discofil SCD 3003 Om sommaren sköna – Sjunger Alice Tegnér, pierwsze nagranie: 1974
- Bluebell ABCD 005 Far away star, pierwsze nagranie: 1977
- RCA Victor 74321-62363-2 Swingtime again, pierwsze nagranie: 1998
- Sony SK 61797 A church blues for Alice, pierwsze nagranie: 1999
- Prophone PCD 062 Don’t be blue, pierwsze nagranie: 2001